# Городок (Страдубский сельсовет)
Городок (бел. Гарадок) — посёлок в Страдубском сельсовете Лоевского района Гомельской области Беларуси.
Недалеко находится месторождение огнеупорной глины (31,5 млн т).

## География

### Расположение
В 12 км на север от Лоева, 51 км от железнодорожной станции Речица (на линии Гомель — Калинковичи), 68 км от Гомеля.

### Гидрография
На реке Днепр.

## Транспортная сеть
Транспортные связи по просёлочной, затем автомобильной дороге Лоев — Речица. Планировка состоит из 2 параллельных между собой и соединённых просёлочной дорогой меридиональной ориентации улиц. Застройка двусторонняя, деревянная, усадебного типа.

## История
Обнаруженное археологами городище VII—III столетия до н. э. и III века до н. э. — II века н. э. (в 0,5 км на восток от деревни, в урочище Городец) свидетельствует о заселении этих мест с давних времён. Современная деревня основана в начале XX века переселенцами из соседних деревень. В 1930 году жители вступили в колхоз; работали ветряная мельница, круподёрка, кузница. Во время Великой Отечественной войны в 1943 году оккупанты сожгли 33 двора, убили 3 жителей. Согласно переписи 1959 года в составе совхоза «Днепровский» (центр — деревня Переделка). До 31 декабря 2009 года в составе Переделковского сельсовета.

## Население

### Численность
- 1999 год — 44 хозяйства, 78 жителей.

### Динамика
- 1940 год — 38 дворов, 168 жителей.
- 1959 год — 251 житель (согласно переписи).
- 1999 год — 44 хозяйства, 78 жителей.